# Plaza Ernesto Erkoreka
La plaza Ernesto Erkoreka es una plaza ubicada en la villa de Bilbao, junto a su ayuntamiento, en la confluencia del paseo Campo Volantín, el puente del Ayuntamiento, la calle Sendeja y la avenida Zumalacárregui. Debe su denominación al político republicano vasco Ernesto Erkoreka.

## Construcciones históricas y simbólicas
La plaza constituye un espacio urbano donde coinciden construcciones históricas y simbólicas como el propio ayuntamiento, la escultura de Jorge de Oteiza Variante ovoide de la desocupación de la esfera, el Banco de Beteluri, el puente del Ayuntamiento y la bandera de Bilbao.

## Medios de transporte
- Estación de Abando del metro de Bilbao en su confluencia hacia la calle Buenos Aires.
- Estación de Pío Baroja del tranvía de Bilbao hacia el puente del Ayuntamiento.
- Unidades de Bilbobus y Bizkaibus.